# Vulpes macrotis
A raposa-anã (Vulpes macrotis) é uma espécie de raposa que habita as regiões áridas e semi-áridas da América do Norte, principalmente no sudoeste dos Estados Unidos e no norte e centro do México. É a menor das três espécies de Vulpes existentes na América do Norte.

## Taxonomia
Alguns zoológos classificam-na como co-específica à raposa-veloz, V. velox, porém são atualmente classificadas como duas espécies distintas de acordo com a sistemática molecular.
O cruzamento entre as duas espécies ocorre onde seus territórios se sobrepõem (leste do Novo México e oeste do Texas), mas esta hibridização é bastante restrita.
As designações subespecíficas para a espécie não foram definidas. Até oito subespécies foram reconhecidas, embora análises adicionais não tenham encontrado suporte para qualquer diferenciação de subespécie. No entanto, a maioria dos dados disponíveis sugere que as raposas-anãs no Vale de San Joaquin da Califórnia deveriam ser reclassificadas em uma subespécie, V. m. mutica, devido ao isolamento geográfico, e que quaisquer outras raposas-anãs podem ser incluídas em uma segunda subespécie, V. m. macrotis.

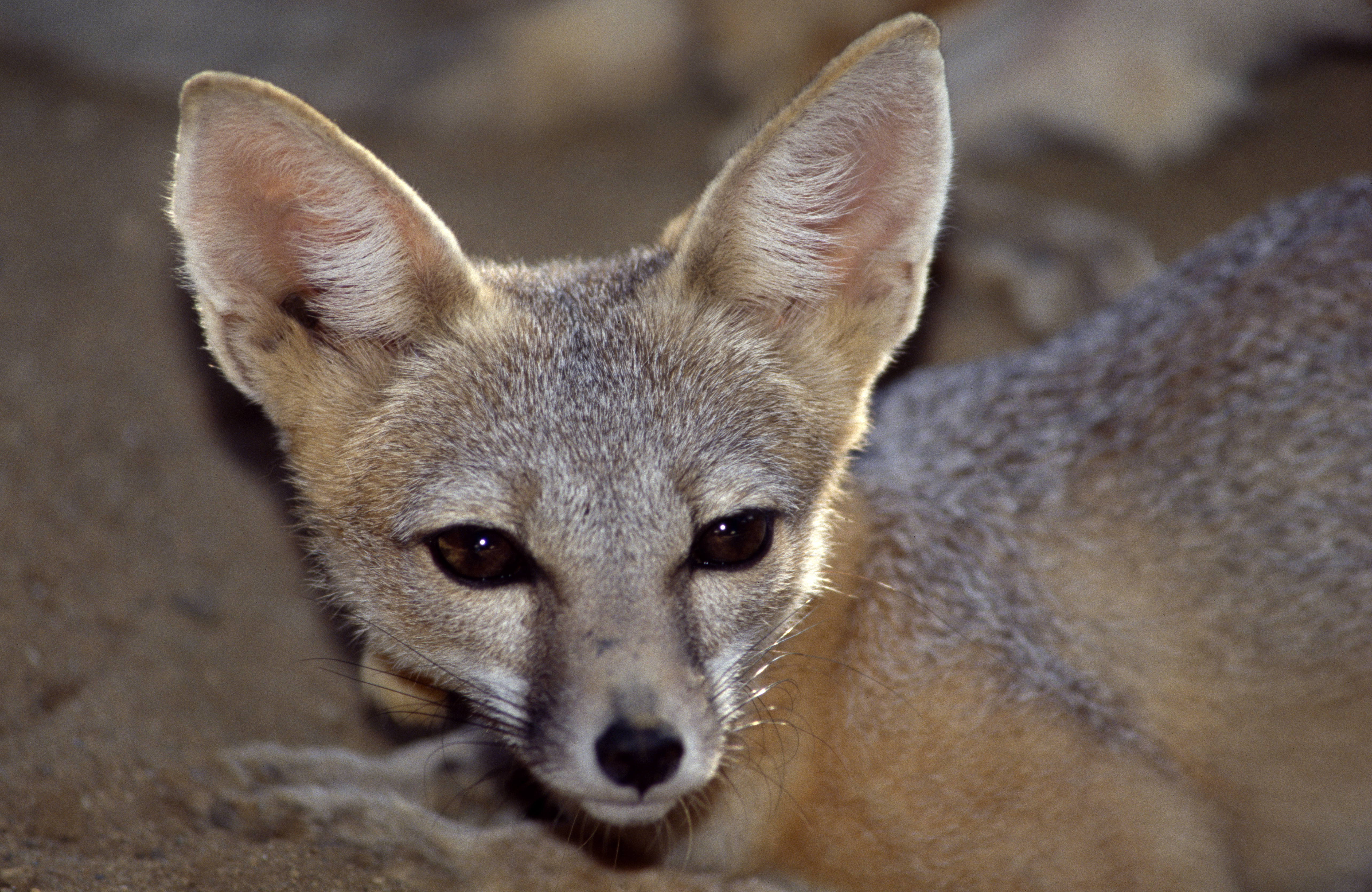
Raposa-anã do Vale de San Joaquin

## Aparência
Tem orelhas grandes, entre 71 a 95 mm, que ajudam a raposa a dissipar o calor e dar-lhe uma audição excepcional (muito parecida com a do feneco). Esta espécie exibe pouco dimorfismo sexual, com o macho ligeiramente maior. O peso médio das espécies é de 1,6 a 2,7 kg. O comprimento do corpo é de 455 a 535 mm, com uma cauda longa (cerca de 40% do comprimento total), adicionando outros 260-323 mm.
A cor e a textura da pelagem variam geograficamente. Em geral, a pelagem é grisalha ou cinza-amarelada na região dorsal. As solas das pernas são protegidas por tufos de pelos rígidos, uma característica que auxilia o movimento em superfícies arenosas, além de proteger contra temperaturas extremas; focinhos e vibrisas são geralmente pretos a marrons. A cauda é espessa e cinza, com a ponta preta, e a glândula caudal tem uma mancha preta pronunciada. Ao contrário da raposa-cinzenta, não possui faixa ao longo do comprimento da cauda. Sua cor varia do amarelo ao cinza, e o dorso geralmente é mais escuro que a maior parte de sua pelagem; sua barriga e orelhas internas são geralmente mais claras. Possui manchas escuras distintas ao redor do nariz. As orelhas são castanho-amareladas ou cinzentas, passando a amarelo-claro ou laranja na base. Os ombros, os lados inferiores, os flancos e a faixa com cerca de 25 mm de largura no peito variam em cor de amarelo claro a laranja.

## Distribuição e habitat
A parte mais ao norte de sua extensão é o interior árido do Oregon. Seu limite oriental é o sudoeste do Colorado. Ela pode ser encontrada ao sul através de Nevada, Utah, sudeste da Califórnia, Arizona, Novo México e no oeste do Texas.
Raposas-anãs habitam regiões áridas e semi-áridas abrangendo desertos, chaparral e pastagens. Geralmente, áreas com cobertura do solo esparsa são favorecidas. A vegetação dos habitats varia regionalmente, mas alguns exemplos são artemísia Artemisia tridentata e arbustos Atriplex polycarpa. Solos com textura solta podem ser priorizados para a construção das tocas. Também podem ser encontradas em áreas agrícolas, em particular em pomares, de forma reduzida, podendo até habitar áreas urbanas.

## Comportamento

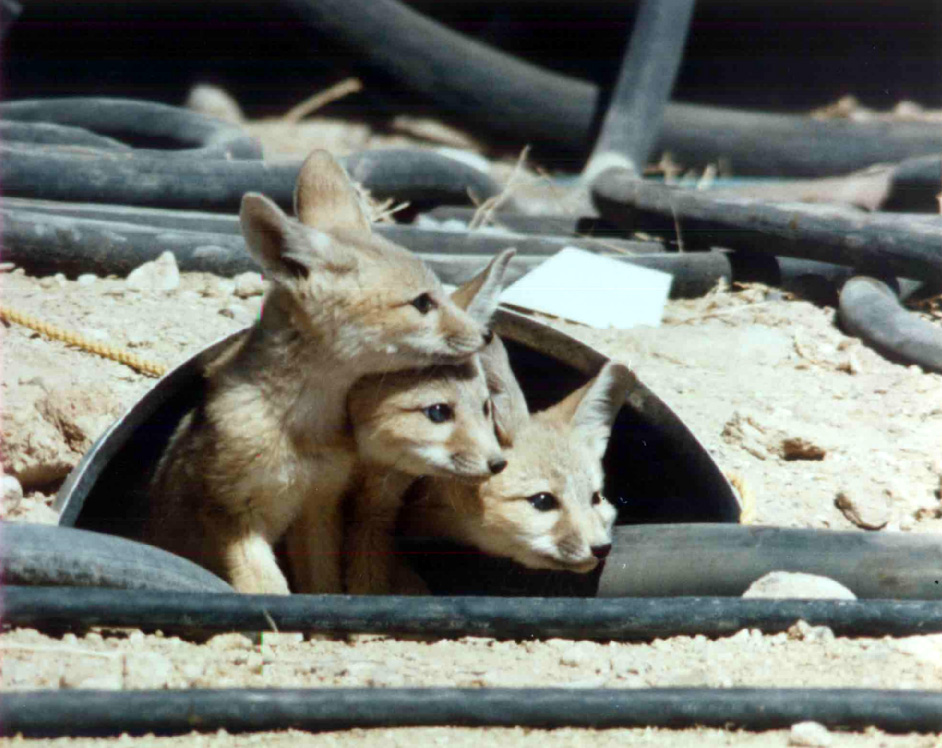
Raposas-anãs espiando de um bueiro em um canteiro de obras

As raposas-anãs são principalmente noturnas e algumas vezes crepusculares. As raposas-anãs normalmente se alimentam sozinhas. Não são excepcionalmente territoriais, preferindo viver em pares ou pequenos grupos de parentes. As tocas são usadas durante o ano para descanso diurno, fugir de predadores, evitar o calor extremo, preservar a umidade e carregando e criando os filhotes. As raposas-anãs podem cavar suas próprias tocas, ou podem modificar e usar as tocas de texugos, esquilos, cães-da-pradaria, e ratos-canguru. Uma raposa pode usar até 11 tocas por ano. Elas normalmente descansam em suas tocas durante o dia, mas ocasionalmente podem sair, principalmente quando filhotes para brincar.
A velocidade aparente das raposas-anãs é essencialmente uma ilusão criada por seu tamanho limitado e sua coloração críptica, e sua incrível capacidade de escapar e mudar de direção. Em uma medição precisa, a velocidade de uma raposa-anã foi cronometrada a cerca de 40 km/h na frente de um carro, mas a raposa se cansa rapidamente e fica exausta facilmente.

## Dieta
As raposas-anãs são onívoras e oportunistas, possivelmente reguladas pela abundância de presas mas são primordialmente carnívoras. Nos desertos da Califórnia, sua presa principal é o roedor Dipodomys merriami. Outras presas comuns são lagomorfos, roedores e insetos. Raposas-anãs também consomem aves, répteis, carniça, peixe, e raramente, frutas, como tomates (Lycopersicon esculentum), frutas de cacto (Carnegiea gigantea), entre outras. Aslebres-da-Califórnia são suas maiores presas. Também podem armazenar comida, vasculhar e ingerir comida humana.

## Reprodução

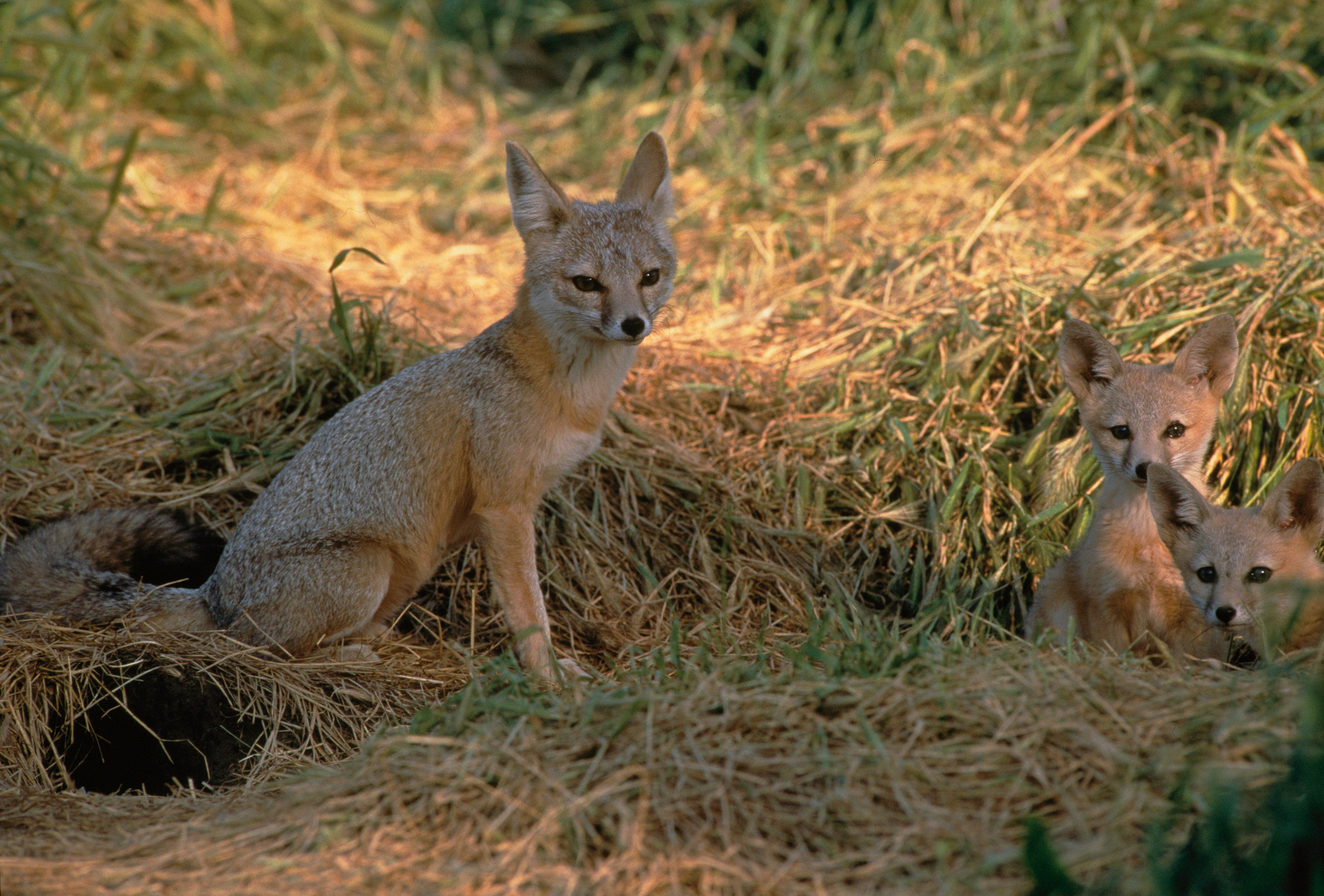
Raposa-anã com seus filhotes

A raposa-anã é uma espécie socialmente monogâmica, embora relações políginas tenham sido observadas. As raposas fêmeas começam a procurar tocas em setembro e outubro. Elas ficam no cio uma vez ao ano; os machos e as fêmeas geralmente estabelecem pares de acasalamento durante outubro e novembro. A época de acasalmento vai de dezembro a janeiro ou fevereiro. Como acontece com a maioria dos canídeos, a cópula termina com um "laço" durante o qual o pênis fica preso na vagina da fêmea.
A gestação dura provavelmente cerca de 49-56 dias, e as ninhadas nascem em fevereiro ou março; o tamanho da ninhada é geralmente quatro ou cinco, e a proporção entre os sexos é quase uniforme. Ambos os pais participam da criação e proteção de seus filhos. Os filhotes emergem da toca com cerca de um mês de idade e passam várias horas todos os dias brincando do lado de fora da entrada. O macho parece fazer a maior parte da caça durante este período e, posteriormente, ambos os pais fornecem comida até que os filhotes comecem a forragear com eles, aos três a quatro meses de idade. Tornam-se independentes aos cinco a seis meses de idade. A maturidade sexual é geralmente atingida aos 10 meses.
As taxas de sobrevivência e mortalidade de raposas-anãs podem variar significativamente de ano para ano. Em cativeiro, eles vivem de 10 a 12 anos; enquanto o tempo de vida médio de uma raposa-anã na natureza é de 5.5 anos.  Um estudo californiano de 144 filhotes mostrou uma taxa de mortalidade de 74% dentro do primeiro ano.